# ティト・サンタナ
ティト・サンタナ（Tito Santana、本名：Merced Solis、1953年5月10日 - ）は、アメリカ合衆国のプロレスラー。テキサス州出身のメキシコ系アメリカ人。
元WWF世界タッグ王者、元WWFインターコンチネンタル・ヘビー級王者（それぞれ2回に渡って獲得）。1980年代から1990年代前半にかけてWWFを主戦場に、スピーディーでクリーンなレスリングを身上とした甘いマスクのベビーフェイスとして、女性ファンからの声援を集めた。

## 来歴
ザ・ファンクス、ダスティ・ローデス、ボビー・ダンカン、ブルーザー・ブロディ、スタン・ハンセンらを輩出したウエスト・テキサス州立大学の出身。大学時代はアメリカンフットボールで活躍、同期のチームメイトにはテッド・デビアスやタリー・ブランチャードがいた。
卒業後はNFLのカンザスシティ・チーフスのトレーニング・キャンプに参加し、その後CFLのBCライオンズに入団するが、1977年、大学の先輩であるファンクスのトレーニングを受けてプロレスラーとしてデビュー。テキサス州アマリロ地区のNWAウエスタン・ステーツ・スポーツでキャリアを積み、1978年10月には全日本プロレスに初来日している（経緯は不明だが、リッキー・スティムボートの本名「ディック・ブラッド」の名義で来日した）。
1979年下期、ティト・サンタナのリングネームでWWFに登場。10月22日にニューヨークのマディソン・スクエア・ガーデンにて、イワン・プトスキーと組んでバリアント・ブラザーズ（ジョニー・バリアント&ジェリー・バリアント）を破りWWFタッグ王座を獲得した。同王座は翌1980年4月12日にワイルド・サモアンズ（アファ・アノアイ&シカ・アノアイ）に奪取されるが、1980年代期待の新星として注目を浴びることとなった。
王座陥落直後、4月25日より開幕した新日本プロレスの第3回MSGシリーズに来日。予選トーナメントで敗退して決勝リーグ進出は果たせなかったものの、そのフレッシュなファイトスタイルで高評価を獲得した（戦績は、トーナメント1回戦でハンセンに敗退。敗者復活戦では1回戦でジョニー・パワーズから反則勝ちを収めるも、2回戦でストロング小林に敗れた）。シリーズ中はハンセン、アンドレ・ザ・ジャイアント、ボブ・バックランドらのパートナーとして時折メインイベントに出場し、アントニオ猪木ともタッグマッチで対戦した。
1981年から1982年にかけてはAWAをサーキットして、ニック・ボックウィンクルのAWA世界ヘビー級王座に再三挑戦。スティーブ・オルソノスキー、レイ・スティーブンス、ビル・ロビンソンらをパートナーに、ジェシー・ベンチュラ&アドリアン・アドニスが保持していたAWA世界タッグ王座にも挑戦している。同時期にWWFからAWA入りし、人気が急上昇していたハルク・ホーガンともタッグを組んで活躍した。
1983年4月、WWFと再契約。1984年2月11日にはドン・ムラコからWWFインターコンチネンタル・ヘビー級王座を奪取。以降、アイアン・シーク、ポール・オーンドーフ、マスクド・スーパースター、アレックス・スミルノフ、タイガー・チャン・リー、デビッド・シュルツ、マイク・シャープ、ケン・パテラなどの挑戦を退けた。同年9月24日にグレッグ・バレンタインに敗れて一旦王座を失うが、1985年7月6日に奪還。ロディ・パイパー、カウボーイ・ボブ・オートン、ベンチュラ、ミッシング・リンク、ブルータス・ビーフケーキ、ザ・スポイラー、ニコライ・ボルコフ、テリー・ファンクらを相手に防衛を続け、1986年2月8日にランディ・サベージに王座を明け渡すまでIC王者として活躍した。
その後もWWFに定着して、1987年にはリック・マーテルとの二枚目タッグチーム、ストライク・フォース（Strike Force）を結成。同年10月27日、ハート・ファウンデーション（ブレット・ハート&ジム・ナイドハート）を破りWWFタッグ王座への2度目の戴冠を果たす。1988年3月27日のレッスルマニアIVでデモリッション（アックス&スマッシュ）に王座を奪われてからもコンビを継続させるが、翌1989年4月2日のレッスルマニアVでのブレイン・バスターズ（ブランチャード&アーン・アンダーソン）戦の同士討ちでマーテルがヒールターン。チームは自然消滅し、以降マーテルとの元パートナー同士の抗争を展開する。同年10月14日のキング・オブ・ザ・リングでは決勝戦をマーテルと争い、優勝を飾った。
1990年4月13日、東京ドームで行われた日米レスリングサミットに出場。10年振りの来日を果たし、ジミー・スヌーカと組んで渕正信&小橋健太から勝利を収めた。1991年1月にはWWFと提携していたSWSにも参戦している。同年からはメキシコの闘牛士をイメージしたギミック、エル・マタドール（El Matador）に変身。並行してWWFのスペイン語放送のカラー・コメンテーターも兼任した。

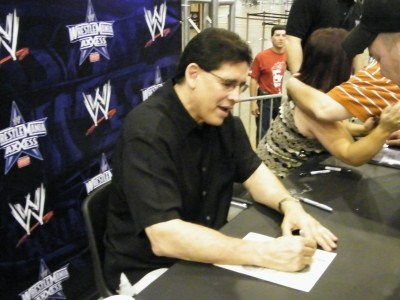
WWEアクセスにて（2009年）

1993年、10年間に渡って在籍したWWFを離れ、初期のECWに参戦。同年8月8日、WWF時代の宿敵ムラコからECW世界ヘビー級王座を奪取した。その後もインディー団体を転戦して、1994年にはイリノイ州シカゴのAWFでオートンを破りAWFヘビー級王座の初代チャンピオンとなった。2000年1月10日にはWCWのマンデー・ナイトロに登場し、ジェフ・ジャレットと対戦している。
2004年、WWE殿堂入り（インダクターはショーン・マイケルズ）。以後、アイゼンハウアー・ミドル・スクールにてスペイン語の教員をフルタイムで務め、時折インディー団体の試合にも出場している。
2010年11月15日、"Old School edition" と銘打って行われたスペシャル版の『Raw』に出演、久々にWWEに登場した。2012年12月7日にはニュージャージーのインディー団体PWS（プロレスリング・シンジケート）に出場、マンターとの「闘牛士vsミノタウロス」のレジェンド対決で勝利を収めた。

## 得意技
- フライング・フォアアーム
- ドロップキック
- フィギュア・フォー・レッグロック

## 獲得タイトル
WWF / WWE
- WWF世界タッグ王座：2回（w / イワン・プトスキー、リック・マーテル）[1]
- WWFインターコンチネンタル・ヘビー級王座：2回[2]
- WWE殿堂：2004年度

NWAウエスタン・ステーツ・スポーツ
- NWAウエスタン・ステーツ・タッグ王座：1回（w / テッド・デビアス）[27]

イースタン・チャンピオンシップ・レスリング
- ECW世界ヘビー級王座：1回[22]

アメリカン・レスリング・フェデレーション
- AWFヘビー級王座：2回